# کتابخانه ملی پزشکی ایالات متحده آمریکا

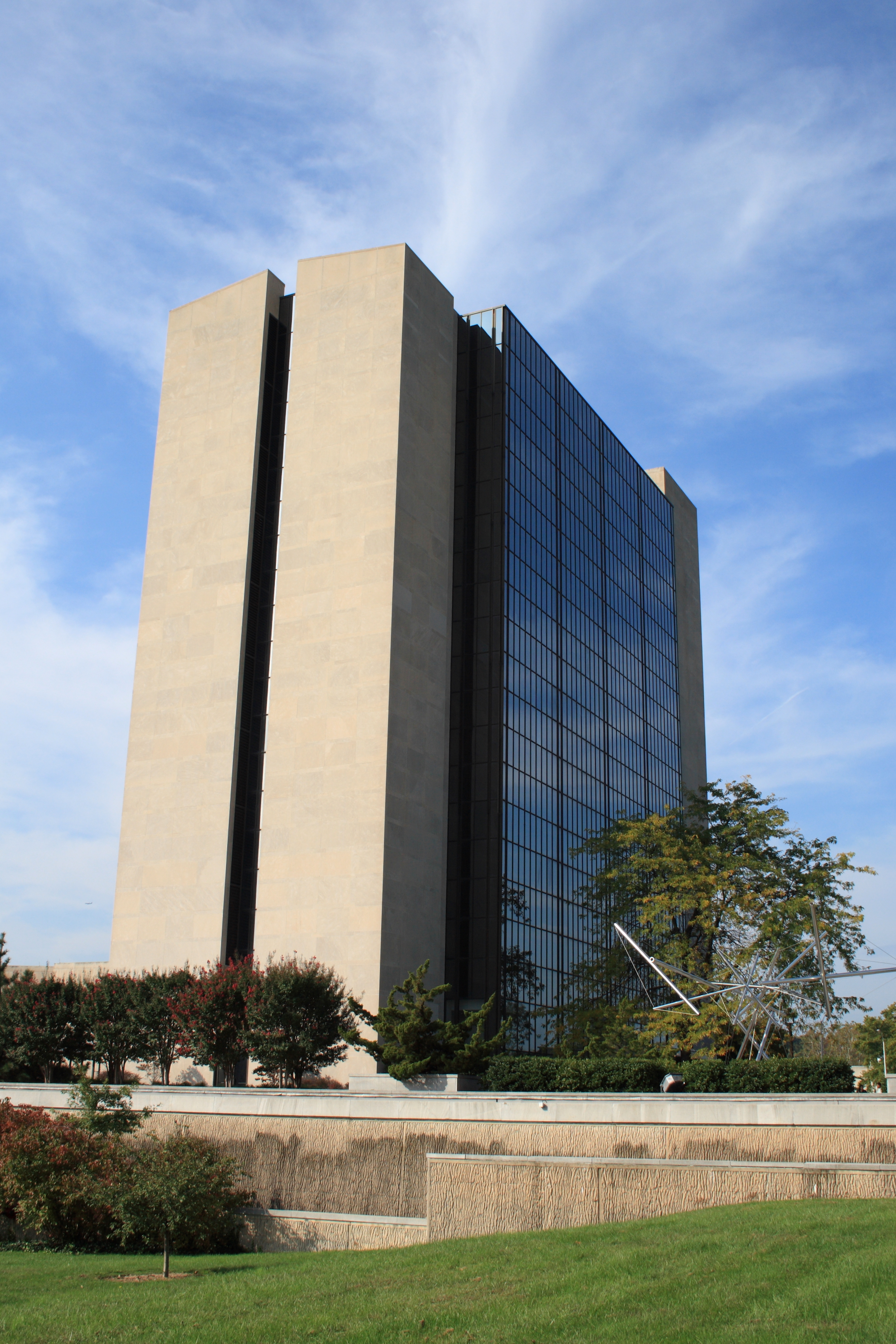

کتابخانه ملی پزشکی ایالات متحده آمریکا (به انگلیسی: United States National Library of Medicine) ‏ تأسیس ۱۸۷۹ با ۹ میلیون نسخه دارایی، بزرگ‌ترین کتابخانه پزشکی و تاریخ پزشکی جهان است.
این کتابخانه (که به ان ال ام NLM شهرت دارد) در سال ۱۸۳۶ میلادی تأسیس گشت در حومه شمالی پایتخت آمریکا، شهر واشینگتن دی سی، قرار دارد و متعلق به موسسات ملی بهداشت ایالات متحده آمریکا می‌باشد.

## تاریخچه
کتابخانه ملی پزشکی، که در سال ۱۹۳۶ تأسیس شد، کتابخانه اداره کل جراحان بود که بخشی از دفتر جراحی عمومی ارتش ایالات متحده بود. مؤسسه آسیب شناسی نیروهای مسلح و موزه پزشکی آن در سال ۱۹۶۲ به عنوان موزه پزشکی ارتش تأسیس شد. در طول تاریخ خود، کتابخانه اداره کل جراحان و موزه پزشکی ارتش اغلب در مکان مشترکی قرار داشتند.

## نگارخانه

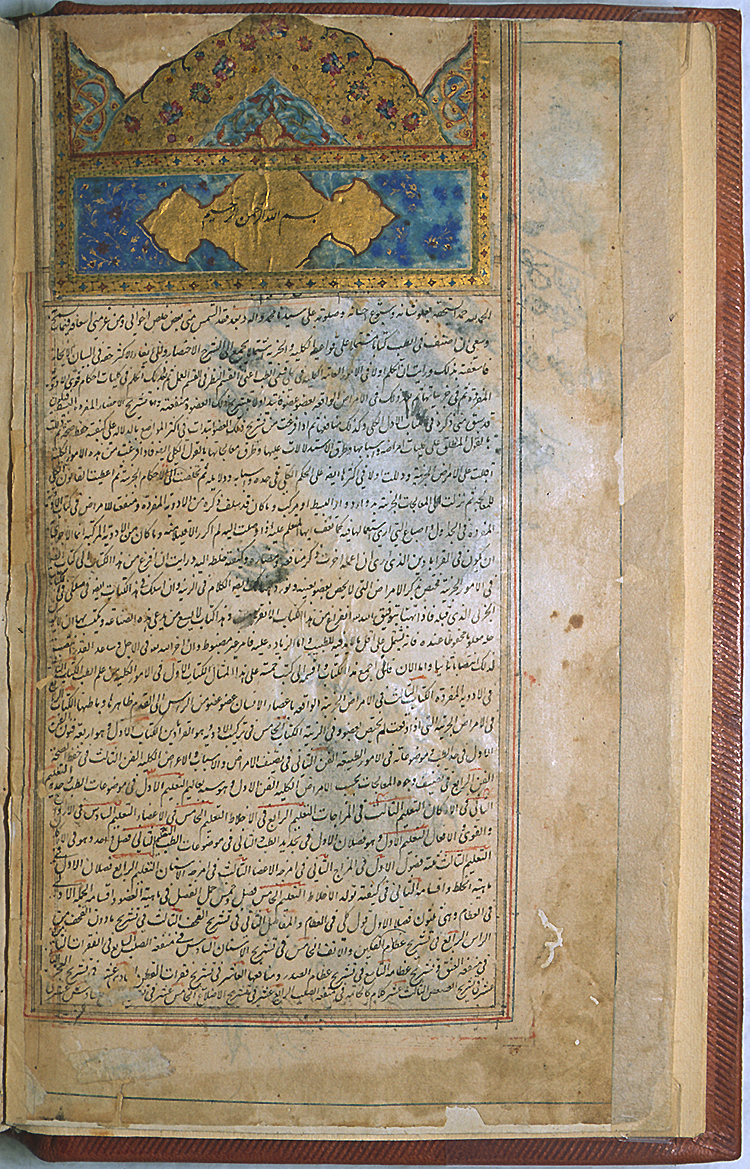
کتاب قانون ابن سینا متعلق به این کتابخانه
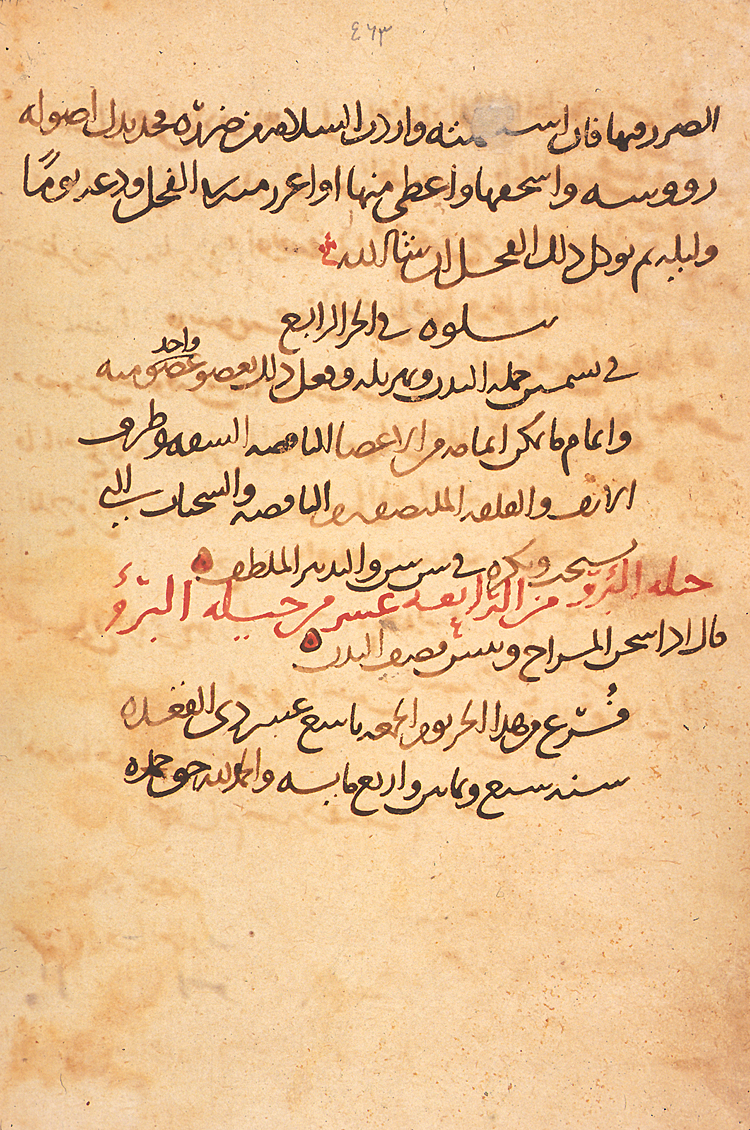
برگ آخر الحاوی. کهنترین اثر زکریای رازی در جهان در این مجموعه قرار دارد.

## وبگاه رسمی
- www.nlm.nih.gov
- بخش طب اسلامی این کتابخانه
  - ایضاً